# Трудовой дом
Трудовой дом, ТД (не путать с исправительно-трудовым домом и переходным исправительно-трудовым домом) — в 1920-30 гг. воспитательные учреждения медико-педагогического характера. Предназначались для подростов 14-18 лет, осужденных за особо опасные преступления. Подростки в ТД должны были обучаться профессиям, повышать образовательный и культурный уровень. Одним из предшественников ТД являлся Реформаторий. Законодательно ТД закреплены в ИТК РСФСР 1924 г.
ТД начали создаваться Центральным карательным отделом Наркомата юстиции после декрета СНК РСФСР от 4 марта 1920 г. «О делах несовершеннолетних, обвиненных в особо опасных действиях». Опыт организации и деятельности ТД сыграл определенную роль в формировании исправительных учреждений нового типа, отличающихся от детских тюрем. Отличия были как в мерах воздействия, так и в организации внутренней жизни. ТД возглавлял директор, при котором организовывался педагогический совет. Педсовет имел значительные полномочия в области медико-психологического воздействия на правонарушителей. В штаты ТД были введены психиатры. В ТД действовала система самоуправления.
Содержащиеся в ТД малолетние правонарушители делились на 2 группы: 1. с признаками рецидивистов; 2.все прочие. Лицам из группы 1 срок лишения свободы мог быть продлен по решению суда. Однако этот срок имел свои ограничения: не долее, чем правонарушителю исполнялось 20 лет. ТД существовали до 1933 г.